# Święty Andrzej (obraz El Greca z 1595)
Święty Andrzej – obraz hiszpańskiego malarza pochodzenia greckiego Dominikosa Theotokopulosa, znanego jako El Greco.
Portret przedstawia św. Andrzeja i prawdopodobnie powstał w tym samym okresie co Święci Andrzej i Franciszek. Na obu obrazach Andrzej został przedstawiony identycznie włącznie z tłem jakie znajduje się za nim. Postać Andrzeja jest wydłużona a dzięki niskiej perspektywie wydaje się jeszcze potężniejsza. Święty Andrzej ma dłoń zwróconą na zewnątrz z kciukiem nienaturalnie wygiętym co jest charakterystyczne da gestów człowieka ze wschodu tłumaczącego swoje zdanie. Za Andrzejem widać w oddali zarysy miasta Toleda o zmierzchu.
Według Metropolitan obraz został stworzony w pracowni El Greca.

## Proweniencja
Obraz znajdował się w kilku kolekcjach: w 1907 roku u Rafaela García (Madryt); Guillerma Vogla (Madryt, Monachium) w latach 1910–1931; Paul Lindpaintner (Berlin); Kurt and Margit Leimer von Opel (Partenkirchen); w 1953 roku sprzedany Knoedler and Pinakos, Inc.; w 1954 roku sprzedany do kolekcji Stephena C. Clarka (Nowy Jork) gdzie był do 1960 roku.